# Гроскроценбург
Гроскроценбург (њем. Großkrotzenburg) општина је у њемачкој савезној држави Хесен. Једно је од 28 општинских средишта округа Мајн-Кинциг. Према процјени из 2010. у општини је живјело 7.373 становника. Посједује регионалну шифру (AGS) 6435011.

## Географски и демографски подаци
Гроскроценбург се налази у савезној држави Хесен у округу Мајн-Кинциг. Општина се налази на надморској висини од 112 метара. Површина општине износи 7,4 km². У самом мјесту је, према процјени из 2010. године, живјело 7.373 становника. Просјечна густина становништва износи 990 становника/km².

## Међународна сарадња
| Мјесто | Држава    | Врста сарадње | Од    |
| ------ | --------- | ------------- | ----- |
|        | Шведска   | пријатељство  | 1964. |
|        | Француска | партнерство   | 1972. |
| Извор  |           |               |       |